# Federación Boliviana de Deportes Acuáticos
La Federación Boliviana de Deportes Acuáticos, (FEBODA) se encarga de organizar los deportes acuáticos en Bolivia[cita requerida].
Se encuentra afiliada a la organización internacional World Aquatics, cuya dirigente es Silvia Crespo.
Anteriormente se denominaba, "Federación Boliviana de Natación" (FEBONA), sin embargo en 2025 cambió su nombre para cumplir con la normativa internacional.

## Campeonatos
La FEBODA, está a cargo de regular y controlar los campeonatos nacionales bolivianos de natación, los cuales son:

### Fuerza Libre
Es el campeonato más importante, del país y está disponible para todos los competidores mayores de 13 años. Este campeonato es de carácter absoluto, es decir: no tiene categorías. Se realiza una vez al año y puede tener como sede a cualquier capital departamental en Bolivia excepto Cobija. Sin embargo, habitualmente se realiza en las ciudades de Sucre, Santa Cruz de la Sierra; y Cochabamba por la calidad de sus piscinas.

### Promocional
Es un torneo nacional, para nadadores de 10 a 25 años de edad cuyas marcas en 2 pruebas deben alcanzar el 75% de aproximación al récord nacional. Al hacer eso entran en la categoría Promocional y son aptos para ir al torneo. El torneo Promocional, tiene como sede cualquier ciudad capital de departamento en Bolivia y se lleva a cabo 3 veces al año en su versión de apertura, mediatura y clausura.

### Élite
Es un torneo nacional, para los mejores nadadores de Bolivia desde los 13 años de edad cuyas marcas alcancen el 85% de aproximación al récord nacional. Al hacer esto entran a la categoría Élite y son aptos para participar en su torneo.

### Clubes campeones
Es un campeonato nacional. En el cual pueden participar todos los nadadores del club Campeón y el club subcampeón de cada Asociación departamental. Estos compiten entre sí, y el ganador se proclama club Campeón de Bolivia.
| Clubes campeones | Clubes campeones                                    |
| Departamento     | Club                                                |
| ---------------- | --------------------------------------------------- |
| Santa Cruz       | Club Don Bosco                                      |
| Cochabamba       | Club Delfines Cochabamba y Club Tritones Cochabamba |
| La Paz           | Club de Tenis la Paz y Club Los Sargentos           |
| Tarija           | Club Acuatic Center Tarija                          |

### Masters
Es un torneo nacional para aquellos nadadores que tengan más de 60 años de edad y les falte alguna extremidad.[cita requerida]

### Nacional pre-infantil
Es un Campeonato nacional para nadadores de categoría pre-infantil (menos de 10 años de edad).[cita requerida]

## Asociaciones
La FEBODA, se subdivide en 8 asociaciones departamentales las cuales tienen sus propios campeonatos locales; estas asociaciones son:
1. Asociación Chuquisaqueña de natación
2. Asociación Cochabambina de natación
3. Asociación Orureña de natación
4. Asociación Potosina de natación
5. Asociación Cruceña de natación
6. Asociación Tarijeña de natación
7. Asociación Beniana de natación
8. Asociación Paceña de natación

El departamento de Pando, carece de piscinas reglamentarias y por lo tanto de asociación departamental de natación.

## Récords Nacionales FEBODA
Récords nacionales, Bolivia.